# ポラード文字
ポラード文字は、ミャオ語の一種である A-Hmao（大花苗）の言語（現代中国式の呼び方では苗語西部方言のうちの「滇東北次方言」）を表記するために作られた文字体系である。20世紀はじめにメソジストの宣教師サミュエル・ポラードによって発明され、数回にわたって改訂された。1936年にポラード文字で書かれた新約聖書の翻訳が出版されて、このときに正書法が定まった。
左から右へ書かれ、母音はダイアクリティカルマークとして子音に付属して小さく書かれる。

## 構造
ポラード文字では頭子音を表わす文字のみが大きく書かれる。24文字の単純子音字があり、8文字の前鼻音化子音は子音字の前に n を表す字を前置する。帯気音は無気音の字の右肩に記号を加えることで表す。また無声鼻音は有声鼻音の字に記号を加えることで表す。いくつかの文字（S, T, V, L など）は、ラテン文字によく似ている。
母音は16種類のダイアクリティカルマークによって示されるが、その置かれる位置によって声調を表現する。たとえば、西部ミャオ語では母音のダイアクリティカルマークを子音文字の上に置くと音節が高声調であることを示し、右下に置くと低声調であることを示す。しかし、ミャオ語の声調が8種類あるのに対し、ポラード文字では4種類の声調しか区別できない。

## 歴史
コーンウォール出身のサミュエル・ポラードは貴州省石門坎（今の威寧イ族回族ミャオ族自治県）でミャオ族に対して宣教活動を行っていたが、ミャオ族が文字を持たないことが問題になった。ポラードはジェームズ・エヴァンズがクリー語のためにクリー音節文字を作ったことに影響されて、A-Hmaoのために音節文字を作った。ポラードは1915年に没したが、ミャオ族には古代に固有の文字を持っていたが後に失ったという伝承があり、ポラード文字はその後も古代文字の再来として熱心に習得された。
中華人民共和国は1950年代にピン音風のラテン文字による正書法（新苗文）を制定したが、ほとんど普及しなかった。1980年代にはポラード文字を改良した新しい正書法を制定した。
中国国外のミャオ族はポラード文字ではなく、ラテン文字を使った RPA表記 (Romanized Popular Alphabet) などの正書法を使う傾向にある。

## Unicode
1997年、ポラード文字はApple Computerのジョン・ジェンキンズによってUnicodeへの収録が提案された。
その後、2012年のUnicode 6.1で追加多言語面 (SMP) の U+16F00 以下に追加された。
| Miao    |   |   |   |   |   |   |   |   |   |   |   |   |   |   |   |   |
|         | 0 | 1 | 2 | 3 | 4 | 5 | 6 | 7 | 8 | 9 | A | B | C | D | E | F |
| U+16F0x | 𖼀 | 𖼁 | 𖼂 | 𖼃 | 𖼄 | 𖼅 | 𖼆 | 𖼇 | 𖼈 | 𖼉 | 𖼊 | 𖼋 | 𖼌 | 𖼍 | 𖼎 | 𖼏 |
| U+16F1x | 𖼐 | 𖼑 | 𖼒 | 𖼓 | 𖼔 | 𖼕 | 𖼖 | 𖼗 | 𖼘 | 𖼙 | 𖼚 | 𖼛 | 𖼜 | 𖼝 | 𖼞 | 𖼟 |
| U+16F2x | 𖼠 | 𖼡 | 𖼢 | 𖼣 | 𖼤 | 𖼥 | 𖼦 | 𖼧 | 𖼨 | 𖼩 | 𖼪 | 𖼫 | 𖼬 | 𖼭 | 𖼮 | 𖼯 |
| U+16F3x | 𖼰 | 𖼱 | 𖼲 | 𖼳 | 𖼴 | 𖼵 | 𖼶 | 𖼷 | 𖼸 | 𖼹 | 𖼺 | 𖼻 | 𖼼 | 𖼽 | 𖼾 | 𖼿 |
| U+16F4x | 𖽀 | 𖽁 | 𖽂 | 𖽃 | 𖽄 |   |   |   |   |   |   |   |   |   |   |   |
| U+16F5x | 𖽐 | 𖽑  | 𖽒  | 𖽓  | 𖽔  | 𖽕  | 𖽖  | 𖽗  | 𖽘  | 𖽙  | 𖽚  | 𖽛  | 𖽜  | 𖽝  | 𖽞  | 𖽟  |
| U+16F6x | 𖽠  | 𖽡  | 𖽢  | 𖽣  | 𖽤  | 𖽥  | 𖽦  | 𖽧  | 𖽨  | 𖽩  | 𖽪  | 𖽫  | 𖽬  | 𖽭  | 𖽮  | 𖽯  |
| U+16F7x | 𖽰  | 𖽱  | 𖽲  | 𖽳  | 𖽴  | 𖽵  | 𖽶  | 𖽷  | 𖽸  | 𖽹  | 𖽺  | 𖽻  | 𖽼  | 𖽽  | 𖽾  |   |
| U+16F8x |   |   |   |   |   |   |   |   |   |   |   |   |   |   |   | 𖾏  |
| U+16F9x | 𖾐  | 𖾑  | 𖾒  | 𖾓 | 𖾔 | 𖾕 | 𖾖 | 𖾗 | 𖾘 | 𖾙 | 𖾚 | 𖾛 | 𖾜 | 𖾝 | 𖾞 | 𖾟 |